# Sminthopsis ooldea
Sminthopsis ooldea es una especie de marsupial dasiuromorfo de la familia Dasyuridae endémica de Australia.

## Características
Es similar al dunnart de pies peludos. Mide de 115 a 173 mm desde el hocico a la cola: de 55 a 80 del hocico al ano, más una cola de 60 a 93. Las orejas miden de 14 a 17 mm, y el animal pesa por término medio de 10 a 18 gramos.

## Distribución y hábitat
Sminthopsis ooldea se encuentra desde el desierto de Tanami (Territorio del Norte) hasta Ooldea (extremo oriental de la Llanura de Nullarbor, en Australia Meridional); y al este, en las zonas vecinas de Australia Occidental. 
Vive en zonas áridas de bosques de eucaliptos y acacias, páramos de matorrales y zonas bajas pobladas de arbustos.

## Costumbres y reproducción
Sminthopsis ooldea es nocturno, y ha sido encontrado en madrigueras y en huecos de los árboles.
Se reproduce entre septiembre y noviembre, y suele tener 8 crías en cada camada. Ya que la especie no está muy estudiada, no se sabe mucho más sobre su reproducción. 